# Villers-sur-le-Mont
Villers-sur-le-Mont är en kommun i departementet Ardennes i regionen Grand Est (tidigare regionen Champagne-Ardenne) i nordöstra Frankrike. Kommunen ligger  i kantonen Flize som ligger i arrondissementet Charleville-Mézières. År 2022 hade Villers-sur-le-Mont 102 invånare.

## Befolkningsutveckling
Antalet invånare i kommunen Villers-sur-le-Mont
Referens: INSEE